# Северна Босна (1718—1739)
Северна Босна, Краљевина Босна, или Део Краљевине Босне (лат. Regni Bosniae Pars), била је територија под управом Хабзбуршке монархије између 1718. и 1739. године. Пожаревачким миром из 1718. године, ово подручје је издвојено из османског Босанског ејалета и прикључено Хабзбуршкој монархији. Територија је обухватала Семберију и Посавину, односно подручје дуж десне обале реке Саве. Након Београдског мира из 1739. године, ово подручје је поново постало део Османског царства односно Босанског ејалета.